# 布嘎回族乡
布嘎回族乡是中华人民共和国云南省昭通市昭阳区下辖的一个民族乡。

## 行政区划
布嘎回族乡下辖以下村级行政区划单位：
布嘎村、白石村、新街村、花鹿坪村和迎水村。